# Concrete (album des Pet Shop Boys)
 (janvier 2015).
Si vous disposez d'ouvrages ou d'articles de référence ou si vous connaissez des sites web de qualité traitant du thème abordé ici, merci de compléter l'article en donnant les références utiles à sa vérifiabilité et en les liant à la section « Notes et références ».
Albums de Pet Shop Boys
Fundamental
(2006) Disco 4
(2007)
Concrete est un double album live des Pet Shop Boys, enregistré au Mermaid Theatre pour BBC Radio 2, sorti le 23 octobre 2006. Le 17 mai 2011 Astralwerks édite le CD aux États-Unis.
Robbie Williams, Rufus Wainwright et Frances Barber interviennent également sur ce disque en tant qu'invités.

## Liste des pistes
CD 1
| No | Titre                                              | Auteur                    | Durée |
| -- | -------------------------------------------------- | ------------------------- | ----- |
| 1. | Left to My Own Devices                             | Neil Tennant / Chris Lowe | 8:37  |
| 2. | Rent                                               | Neil Tennant / Chris Lowe | 3:56  |
| 3. | You Only Tell Me You Love Me When You're Drunk     | Neil Tennant / Chris Lowe | 3:31  |
| 4. | The Sodom and Gomorrah Show                        | Neil Tennant / Chris Lowe | 5:33  |
| 5. | Casanova in Hell (interprété par Rufus Wainwright) | Neil Tennant / Chris Lowe | 3:40  |
| 6. | After All                                          | Neil Tennant / Chris Lowe | 7:56  |
| 7. | Friendly Fire (interprété par Frances Barber)      | Neil Tennant / Chris Lowe | 3:57  |
| 8. | Integral                                           | Neil Tennant / Chris Lowe | 4:01  |

CD 2
| No | Titre                                     | Auteur                                                 | Durée |
| -- | ----------------------------------------- | ------------------------------------------------------ | ----- |
| 1. | Numb                                      | Diane Warren                                           | 5:03  |
| 2. | It's Alright                              | Sterling Void / Marshall Jefferson / Paris Brightledge | 5:03  |
| 3. | Luna Park                                 | Neil Tennant / Chris Lowe                              | 6:21  |
| 4. | Nothing Has Been Proved                   | Neil Tennant / Chris Lowe                              | 4:40  |
| 5. | Jealousy (interprété par Robbie Williams) | Neil Tennant / Chris Lowe                              | 5:57  |
| 6. | Dreaming of the Queen                     | Neil Tennant / Chris Lowe                              | 5:28  |
| 7. | It's a Sin                                | Neil Tennant / Chris Lowe                              | 5:18  |
| 8. | Indefinite Leave to Remain                | Neil Tennant / Chris Lowe                              | 2:59  |
| 9. | West End Girls                            | Neil Tennant / Chris Lowe                              | 4:55  |